# Panacea (canción)
«Panacea» es una canción compuesta e interpretada por el músico argentino Luis Alberto Spinetta, con letra escrita por Roberto Mouro, incluida en su álbum solista Pelusón of milk editado en 1991. 
La versión del álbum está interpretada por Spinetta, con el acompañamiento de Guillermo Arrom en guitarra acústica.

## Contexto
Spinetta venía de dos álbumes de estudio premiados como los mejores del año (Téster de violencia en 1988 y Don Lucero en 1989), un buen álbum en vivo (Exactas, 1990), un álbum recopilatorio (Piel de piel, 1990) y una clínica musical titulada El sonido primordial (1990) que fue editada como libro. Luego de semejante actividad, a la que se sumó haber recibido un shock eléctrico en un recital, Spinetta se apartó relativamente de los músicos de su banda y se refugió en el espacio privado de su familia.
En 1991 desapareció la Unión Soviética y el mundo comenzaba a transitar los primeros años de la década del '90, caracterizada por una mayor valoración social de lo privado -incluyendo el proceso de privatizaciones-, la riqueza y la fama, impulsada por un gran desarrollo de los medios de comunicación. "Aún quedan mil muros de Berlín" cantaría ese año en «Pies de atril».
Argentina por su parte dejaba atrás dos dramáticos brotes hiperinflacionarios en 1989 y 1990 que hundieron en la pobreza a la mayor parte de la población, a la vez que sucesivas leyes de impunidad dejaban en libertad a los criminales que habían cometido violaciones masivas de los derechos humanos en las décadas de 1970 y 1980.

## El álbum
Luego de un álbum "para pensar" como Téster de violencia y un álbum "para sentir" como Don Lucero, Spinetta tomó distancia de su banda y de las apariciones públicas, para concentrarse en su vida familiar, a la espera del bebé que gestaba su esposa, que finalmente nace mediante parto natural en su casa, con la presencia de toda la familia. Pelusón of milk es resultado de esa introspección, que recuerda otros álbumes creados en circunstancias similares, como Artaud y Kamikaze.

Está más ligado a mi vida que era "esperándola a Vera", porque eso es Pelusón of milk. Esos temas fueron hechos en mi casa, con el embarazo de la mamá, esperando a la beba... Muchos temas de Pelusón of milk están hechos de mí para mí. Es el intento de armar un enorme patio interior.
Luis Alberto Spinetta

El álbum fue grabado entre junio y septiembre de 1991, en el estudio que Spinetta había instalado dos años antes en su casa de la calle Elcano al 3200, en el barrio de Colegiales.

## El tema
El tema es el quinto track (anteúltimo del lado A) del álbum solista Pelusón of milk, un álbum introspectivo y centrado en lo familiar. 
La letra de la canción fue escrita por Roberto Mouro:

¡Ah! que será de ti
No intentas ser así feliz
Desesperando allí, al caer
Si todo se junta otra vez
En el mar
Donde las aguas ya no son hielo
Donde la espuma es siempre espejo
O en el viento
Que viaja sin parar y vuelve.
«Panacea» (fragmento)

Mouro fue un amigo personal de Spinetta, que compuso también otras canciones incluidas por el Flaco en sus álbumes, como «El marcapiel» (Téster de violencia, 1988), «Oboi» (Don Lucero, 1989), «Los duendes» (Spinetta y los socios del desierto, 1997), «Holanda» (Spinetta y los socios del desierto, 1997), «Mundo disperso» (Silver Sorgo, 2001) y «Sinfín» (Pan, 2005). Comentando el aporte de Mouro en Silver Sorgo, Spinetta ha dicho:

Son "esas" letras las que Roby pone a funcionar, para que algo, entre los dos, se gatille.
Luis Alberto Spinetta

Spinetta habla de «Panacea» en el libro Martropía escrito por Juan Carlos Diez:

Observar no de la manera en que la ciudad alienta a observar. Generalmente, cuando uno observa la realidad para verla de esa otra manera, tiene que estar en un paisaje asombroso. Entonces uno se suelta y empieza a ver cosas movilizado por lo que se ve en ese lugar. Simplemente tratar de ver, lo que no implica contar solamente con la realidad, sino, además, con que ésta no se deforme. Hay que intentar ver el aire que compone esa realidad, la sustancia de la cual estamos hechos en ella, sin que importe tanto el paisaje. Es una reflexión inmediata, no es algo demasiado pensado o en lo que haya que concentrarse. Es como ver la luz de todas las cosas. Entonces, cuando observás a las personas las ves con luz, no en el estado de personas miserables en que la vida pueda haberlas tomado en ese instante, sin importar inocencia o culpa.
Luis Alberto Spinetta, Martropía